# Srinath Samarasinghe
Srinath Christopher Samarasinghe, né à Téhéran (Iran) le 9 février 1978, est un réalisateur français d’origine sri-lankaise.

## Biographie
Srinath Christopher Samarasinghe grandit à Paris.

## Filmographie

### Comme réalisateur et scénariste
- 2012 : Un nuage dans un verre d'eau
- 2016 : Nazar Palmus
- 2019 : Sur la peau

### Comme acteur
- 2014 : Think of Me (court-métrage)
- 2019 : Sur la peau